# Genyornis newtoni
Genyornis newtoni és una espècie de gran ocell no volador que va viure a Austràlia fins fa uns 50±5 mil anys. Moltes espècies van extingir-se a Austràlia entorn d'aquest temps, en coincidència amb l'arribada dels humans.